# ソニック・ザ・ムービー
『ソニック・ザ・ムービー』（原題：Sonic The Hedgehog）は、 セガのゲーム「ソニック」フランチャイズをベースにした2020年に公開されたアメリカ合衆国と日本の合作アクションコメディ映画。 

## 概要
監督はジェフ・ファウラー。脚本をパトリック・ケイシー、ジョシュ・ミラーが務め、出演はジェームズ・マースデン、ベン・シュワルツ、ティカ・サンプター、ナターシャ・ロスウェル、アダム・パリー、ニール・マクドノー、ジム・キャリー。映画「ソニック・ザ・ヘッジホッグ」シリーズの第1弾として企画された。
2020年1月25日にパラマウント・ピクチャーズ・スタジオ・ロットでプレミア上映され、2020年2月14日にアメリカ合衆国で劇場公開された。批評家からは、ソニックのキャラクターやマースデンとキャリーの演技を評価する一方で、プロダクト・プレースメントや野心の欠如を批判するなど、賛否両論の評価を受けた。この映画は、アメリカ合衆国とカナダにおいて、コンピュータゲーム映画の最大の公開週末記録を樹立した。全世界で3億1,970万ドルの興行収入を記録し、2020年に公開された映画の中で第6位、北米でのビデオゲーム映画化作品の中では歴代最高の興行収入を記録した。続編『ソニック・ザ・ムービー/ソニック VS ナックルズ』は、2022年4月8日に公開された。

## ストーリー
宇宙の果てで平和に暮らしていたソニックは、ある日その強い力を狙うエキドゥナ族に襲われることになる。その際、ソニックの育ての親であるフクロウのロングクローが怪我をしてしまう。ロングクロ―は彼を守るために他の惑星へのポータルを作り出すことができるリングで、地球への道を開いて、彼を逃がす。消えゆくポータルの向こう側で、ソニックが最後に見たのはエキドゥナ族に立ち向かうロングクローの姿であった。それから10年後、ソニックはモンタナ州グリーンヒルズの町の近くで誰にも見つからないように一人での生活を楽しむ一方で、孤独な生活によるさみしさも感じていた。そんな中、ソニックが観察して楽しんでいる人間の一人であるグリーンヒルズの保安官トムとその妻であり獣医師であるマディが、トムの夢でもあるサンフランシスコ市警察への転職のため、近いうちにサンフランシスコに引っ越すことを計画していることに、ソニックは気付く。
ある夜、一人で野球をしていたソニックは、自らの孤独を再認識し、その気持ちをかき消すかのように超音速でグラウンドを走り回ったことで、太平洋岸北西部全体の電力を破壊するほどの電磁パルスを発生させてしまう。翌日、電磁パルス発生の原因を解明するためにアメリカ軍による調査が開始されるも、国防総省からの依頼により調査に参加した天才科学者のドクター・ロボトニックが調査の指揮をすることになる。ドクター・ロボトニックは、大量のドローンを使って、ソニックの痕跡を発見し、その行方を捜すことにする。トムの小屋に逃げ込んだソニックだったが、油断していたためトムに見つかり、しかも麻酔銃で撃たれてしまう。その際に、偶然開かれたポータルがサンフランシスコへと通じたことで、リングが入った袋を誤ってサンフランシスコに送り込んでしまう。ソニックの存在に驚くトムだったが、痕跡を追ってきたドクター・ロボトニックがトムの家にたどり着いたことで、ソニックを助けることにしぶしぶ同意し、二人でその場を逃げ出す。二人はトムをテロリストとみなすドクター・ロボトニックから逃げつつ、本当の友達が欲しいと願うソニックの気持ちをトムが知ることで、徐々に絆を深めていく。
ドクター・ロボトニックはソニックの身体から抜け落ちた針を手に入れ、その力がロボットに燃料を供給する可能性があることを発見する。そして、さらに多くの力を手に入れるためにソニックを捉えることに躍起になる。ドクター・ロボトニックからの逃走中、トムはソニックにグリーンヒルズから引っ越すことについて話すのだが、ソニックは彼の考えに同意できないと述べる。そうこうするうちにロボトニックから送り込まれたドローンが二人に追いつくが、二人で力を合わせて倒すことに成功する。しかし、倒した直後の爆発によりソニックが負傷してしまう。2人はサンフランシスコに到着し、トムはソニックをマディのところへ連れて行き、治療してもらう。実姉の家に滞在中のマディにトムが状況を説明している間、ソニックはマディの姪から新しいスニーカーを受け取る。そして、3人は、ソニックのリングが入った袋が落ちた場所であるトランスアメリカピラミッドに向かい、リングを取り戻す。 しかし、ホバークラフトに乗ったロボトニックが現れ、攻撃を始めたので、ソニックはトムとマディを救うためにやむなくリングでもって2人をグリーンヒルズに送り返す。
ソニックはロボトニックから超音速で離れるも、ロボトニックは彼の針の力を使って超音速に合わせて追ってくる。 2人は世界中を駆け回り、最終的にグリーンヒルズへと戻る。 そこで、ようやくロボトニックはソニックを無力化するが、トムや他の町民が助けに入ったことで、ソニックは復活し、さらには失われていたエネルギーを取り戻す。今度はこっちの番だとソニックは超音速でロボトニックを圧倒し、キノコの惑星に彼を送り込むことで彼を倒す。
事件の後、トムとマディはグリーンヒルズにとどまり、ソニックは彼らと暮らすことにする。アメリカ政府は、厄介者でもあったロボトニックの存在の記録を含む事件のすべての証拠を消去する。しかし、その間も、まだソニックの針を所持しているロボトニックはキノコの惑星で生き延び、ソニックへの復讐を企て始める。
クレジットの途中で、テイルスがソニックを探してリングポータルから現れる。

## キャスト
ソニック
声 - ベン・シュワルツ、日本語吹替 - 中川大志
超音速で走る青いハリネズミ。グリーンヒルズにて長い間誰にも気付かれず1人で気ままに振る舞い過ごしてきたが寂しさによって暴走し、己の存在を知られてしまう。トレードマークの一つである赤い靴は元々履いていたものではなく、中盤にジョジョが酷くボロボロだった靴に見かねてプレゼントしたもの。おしゃべりで楽しいことが大好き。
ベビーソニック
声 - ベンジャミン・ヴァリック、日本語吹替 - 寺嶋眞秀
トーマス・マイケル・“トム”・ワカウスキー
演 - ジェームズ・マースデン、日本語吹替 - 中村悠一
小さな町「グリーンヒルズ」の保安官。ソニックの友人となりドクター・ロボトニックを止めるのを手助けする。己を磨くため、サンフランシスコ市警察への転職を夢見ている。ソニックにつけられたあだ名は「ドーナッツ卿」。
ドクター・ロボトニック
演 - ジム・キャリー、日本語吹替 - 山寺宏一
アメリカ政府ですら行動を問題視する札付きの天才科学者。ソニックの無限のエネルギーを狙う。彼のトレーラーのブレーカーにはバドニックズと書かれている。
マディ・ワカウスキー
演 - ティカ・サンプター、日本語吹替 - 井上麻里奈
トムの妻で本職は獣医。サンフランシスコに彼女の夫と不仲な姉がいる。ソニックにつけられたあだ名は「プレッツェル婦人」。
レイチェル
演 - ナターシャ・ロスウェル、日本語吹替 - 斉藤こず恵
サンフランシスコに住むマディの姉。トムを毛嫌いしている。
ウェイド・ウィップル
演 - アダム・パリー、日本語吹替 - 吉田ウーロン太
トムの同僚。抜けているが根は善人。
エージェント・ストーン
演 - リー・マジドゥブ、日本語吹替 - 濱野大輝
ドクター・ロボトニックのもとで働く忠実なエージェント。ウェイドにはドクターや他のエージェントも纏めてMIBみたいな奴らと言われていた。
ベニントン少佐
演 - ニール・マクドノー、日本語吹替 - ボルケーノ太田
アメリカ政府にソニックの調査に派遣されるが、ロボトニックに指揮権を奪われる軍人。
ウォルターズ副議長
演 - トム・バトラー、日本語吹替 - 沢木郁也
アメリカ統合参謀本部副議長。ソニックの調査をロボトニックに命じる。
クレイジー・カール
演 - フランク・C・ターナー、日本語吹替 - 岩崎ひろし
グリーンヒルズに住む老人。ソニックの存在を唯一認知しており、彼を「青い悪魔」と呼んでいる。
ジョジョ
演 - メロディ・ノシフォ・ニーマン、日本語吹替 - ふじたまみ
レイチェルの娘。
ロングクロー
声 - ドナ・ジェイ・ファルクス、日本語吹替 - 石塚理恵
ソニックの育ての親。彼がエキドゥナ族の一派のナックルズ族に追われる中、リングを渡し地球へ逃した。その後の消息は不明。原作ゲームには登場しないキャラクター。
テイルス
声 - コリーン・オショーネシー、日本語吹替 - 広橋涼
ポストクレジットシーンに登場。
ソニックとは異なり、原語でも日本語吹替でも原作ゲーム・アニメと共通のオリジナルキャストが声を担当している。

## 製作

### 企画
2013年、ソニー・ピクチャーズ エンタテインメントは『ソニックシリーズ』を原作とする映画の製作・配給権を得た。2014年6月10日、ソニー・ピクチャーズとマーザ・アニメーションプラネットの合弁事業として『ソニックシリーズ』の実写アニメーション映画が製作されることが発表された。製作はオリジナル・フィルムのニール・H・モリッツとともに、伊藤武志、ミエ・オオニシ、トオル・ナカハラが務め、原案となるストーリーはエヴァン・サッサーとヴァン・ロビショーが務める。2016年2月、セガのCEOの里見治は映画が2018年に公開予定と述べた。ブラー・スタジオのティム・ミラーとジェフ・ファウラーが2016年に本作の企画に就き、ファウラーは自身初となる長編監督となり、またミラーとファウラーはともに製作総指揮となった。パトリック・ケイシー、ジョシュ・ミラーが脚本を担当した。
2017年10月2日、パラマウント映画はソニー・ピクチャーズのコロンビア ピクチャーズの方針転換により権利を獲得したことを発表した。ただし、大部分のプロダクションチームには変更はない。2018年2月、本作がアメリカで2019年11月に公開予定と発表された。さらに2019年5月には、同国での公開予定が2020年2月14日に延期となることが発表された。

### キャスティング
2018年5月29日、ポール・ラッドが主要な役のトム（ソニックの友人となりドクター・エッグマンを倒すために共闘する警官）として交渉中であることが報じられたが、のちに否定された。数日後、ジェームズ・マースデンが未発表の役にキャスティングされたことが発表され、後日それがトム・ワカウスキーであることが明らかになった。2018年6月、ティカ・サンプターがキャストに加わった。ジム・キャリーは敵のドクター・ロボトニックを演じる。2018年8月、ベン・シュワルツがタイトルキャラクターの声を演じることが決定した。数日後、アダム・パリーとニール・マクドノー、デブス・ハワードとエルフィナ・ラックがキャストに加わった。

### 撮影
主要撮影は2018年7月24日に始まり、2018年10月16日にバンクーバー、レディスミス、バンクーバー島で終了した。ポスト・プロダクションとニューヨークでのジム・キャリーのシーンの追加撮影は10月に行われた。

### VFXとデザイン
VFXはインダストリアル・ライト&マジック（ILM）、ブラー・スタジオ、デジタル・ドメイン、ムービング・ピクチャー・カンパニー（MPC）が担当した。プロダクションチームはリアリスティックなソニックを作り出し、毛皮、新しいランニングシューズ、1つに繋がっていない目などの要素を加え、より人間的な体格をしたリアリスティックなソニックを作り出した。チームはCGキャラクターを現実世界に取り入れるため、『テッド』に登場する生きたテディベアのテッドを参考資料とした。製作総指揮のティム・ミラーは「もしカワウソのようにしたら変だし、裸で走り回っているように見えてしまう。私たちにとって毛皮は普通のことだったし、ほかの手法は考えなかった。彼を現実世界に取り込み、リアルな生き物にするために必要なことだった」と述べた。ミラーによれば、セガはソニックの目のデザインを完全に満足したわけではなかった。そのヒューマノイドのような容姿は、視聴者に不気味の谷現象を誘起するものと表現された。
トレイラーの公開から2日後となる2019年5月2日、最初のトレイラーに対する視聴者の反発や、ファンが制作したものの方がより良い評価を得たことを受け、ファウラーはTwitterで本作の公開前にソニックを再デザインすることを発表した。この時点では本作の2019年11月の公開予定に変更がなかったため、メインキャラクターのデザイン見直しによってVFXチームの作業環境が悪化することも懸念されていたがその後、2020年2月14日への公開延期が発表されている。
なお、再デザインされる前のソニックは後に「アグリー・ソニック」という役名で2022年5月に公開されたディズニー（Disney+配信専用）映画『チップとデールの大作戦 レスキュー・レンジャーズ』に登場した。

## 音楽
2019年2月、ジャンキーXLが本作の音楽を担当することが決定した。本編にも出演しているリフ・ラフもサウンドトラックに参加する予定となっている。

## マーケティング
2018年12月6日、ブラジルのComic Con Experienceでテスト映像が上映された。2018年12月10日、新たにデザインされたソニックの初披露となるティーザーポスターが公開された。デザインは批評家やファンからほとんど否定的な意見を受け、また同様にビデオゲームを実写化した2019年の映画として、『ポケットモンスター』のキャラクターに同じく毛皮や肌の質感を加えた『名探偵ピカチュウ』とも比較された。オリジナルの『ソニックシリーズ』のゲームを制作したソニックチームの元メンバーは、このデザインに驚きを表明した。
本作の2番目のポスターは、最初のポスターの公開後まもなくオンラインでリークされた。ファンはゲームへの忠実さの欠如を訴え、ソニックの脚のポーズへの批判としてそのポーズをユーザー自身の脚で再現したものがインターネット・ミームとなった。一方、本作の公式Twitterアカウントはソニックが「Can't a guy work out?（筋トレしてはいけないのか？）」と書かれたサインの後ろに立つ画像を投稿した。2019年3月にリークされたソニックのデザイン画像はさらなるファンの批判を浴びた。元ソニックチームの中裕司はデザインに「衝撃的」と述べ、ソニックの頭身と腹部のバランスの悪さを指摘した。
2019年4月4日、ラスベガスのシネマコンで最初のトレイラーが初めて上映され、4月30日にオンラインで公開された。トレイラーはほとんど否定的な評価を受けた。ソニックのデザインは、特にそのヒューマノイドのような容姿を批判されたが、ドクター・ロボトニックを演じたキャリーの場面は多くの賞賛が集まった。クーリオの「ギャングスタズ・パラダイス」をBGMとして使用することも不適切として批判を浴びた。一方で、CNETのショーン・キーンはユーモアと原作ゲームへの言及を賞賛した。このトレイラーは24時間以内に、1,200万の視聴回数で高評価が175,000以上に対して低評価が268,000以上となった。公開から2日以内に、YouTubeでの視聴回数は2,000万回を突破した。
日本語吹替版では『ソニックアドベンチャー』以降ゲームやアニメでソニック役を担当している金丸淳一ではなく、本作品では俳優の中川大志が担当している。中川はインタビューで「小さい頃ソニックのゲームをやっていて、自分で良いのだろうかという不安と恐怖もありましたが、やるからには一生懸命自信を持ってやろうと思いました」とコメントしている。中川と共演歴があり、本作でジム・キャリー演ずるロボトニックの声を担当した山寺宏一は中川の演技に賛辞を送っている。

## 公開時期
本作は当初、コロンビア ピクチャーズにより2018年の公開が予定されていたが、パラマウント映画は公開予定日を2019年11月15日へ再設定。さらにその後、アメリカでの公開予定は1週早い同年11月8日に再変更されていた。
2019年5月、監督のジェフ・ファウラーはソニックの再デザインを理由に同国での公開予定日を2020年2月14日へ再延期すると発表した。これにより日本での公開予定も2019年12月から2020年3月27日に延期され、さらに日本における新型コロナウイルス流行の影響で最終的に同年6月26日の公開となった。

## テレビ放映
| 回数 | 放送局     | 番組名   | 放送日        | 放送時間      | 放送分数 | 平均世帯 視聴率 | 備考                        |
| ---- | ---------- | -------- | ------------- | ------------- | -------- | --------------- | --------------------------- |
| 1    | テレビ東京 | （なし） | 2022年8月19日 | 17:55 - 19:55 | 120分    | 2.6％           | 地上波初放送 本編ノーカット |